# Palais Sternberg
Pour l’article homonyme, voir Palais Sternberg (Mála Strana).
Le palais Sternberg, en tchèque Šternberský palác, est un palais de Prague, en République tchèque, qui accueille aujourd'hui un musée d'art relevant de la galerie nationale de Prague. Il est situé dans le district de Prague 1 sur la place Hradčany, comme deux autres annexes de la galerie, le palais Salm et le palais Schwarzenberg.